# Xiphophyllum atrosignatum
Xiphophyllum atrosignatum är en insektsart som först beskrevs av Brunner von Wattenwyl 1895.  Xiphophyllum atrosignatum ingår i släktet Xiphophyllum och familjen vårtbitare.

## Underarter
Arten delas in i följande underarter:
- X. a. atrosignatum
- X. a. brevispinum